# 貝貝多魯
20°56′58″S 48°28′45″W / 20.94944°S 48.47917°W

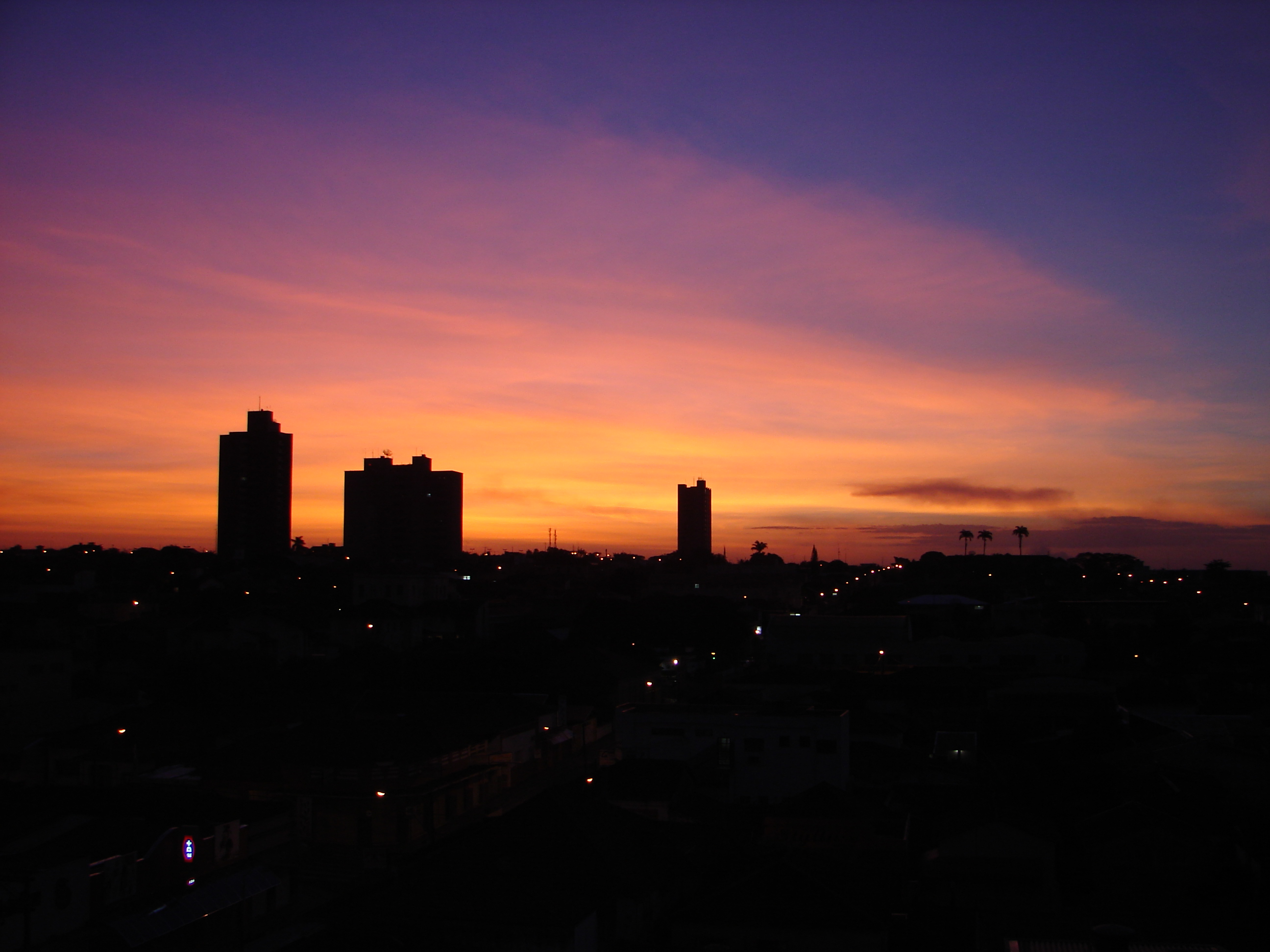
貝貝多魯

貝貝多魯（葡萄牙語：Bebedouro）是巴西的城鎮，位於該國南部，由聖保羅州負責管轄，始建於1884年5月3日，面積683平方公里，海拔高度573米，2010年人口75,044，人口密度每平方公里110人。